# Darko Pančev
Darko Pančev, makedonsky Дарко Панчев (* 7. září 1965, Skopje) je bývalý severomakedonský fotbalista, který reprezentoval někdejší Jugoslávii i samostatnou Severní Makedonii. Hrával na pozici útočníka.
Za jugoslávskou reprezentaci odehrál 27 utkání a vstřelil 17 branek, za severomakedonskou 6 zápasů, v nich jednou skóroval. Jugoslávii reprezentoval i na mistrovství světa 1990.
S Crvenou Zvezdou Bělehrad vyhrál v sezóně 1990/91 Pohár mistrů evropských zemí a následně i Interkontinentální pohár. Se Zvezdou se stal třikrát mistrem Jugoslávie (1989/90, 1990/91, 1991/92) a jednou získal jugoslávský pohár (1989/90). S FC Sion se stal mistrem Švýcarska a vítězem švýcarského poháru. Čtyřikrát byl nejlepším střelcem jugoslávské ligy (1984, 1990, 1991, 1992).
V roce 1991 obdržel Zlatou kopačku pro nejlepšího evropského střelce. Roku 2003 ho Severomakedonská fotbalová asociace vybrala jako nejlepšího severomakedonského fotbalistu uplynulých 50 let a nominovala ho tak do elitní dvaapadesátky hráčů ("Golden Players") složené u příležitosti 50. výročí federace UEFA. V anketě Zlatý míč, která hledala nejlepšího fotbalistu Evropy, skončil roku 1991 druhý.
Měl přezdívku Kobra.